# Ghost (альбом Radical face)
Ghost — перший студійний альбом американського рок-гурту Radical face. Альбом вийшов у 2007 році.

## Історія
Альбом був випущений в березні 2007 року — це концептуальний альбом, заснований на ідеї будинків збереження історії про те, що трапилося в них. Кожна пісня — це історія, а деякі розповідаються з точки зору дому. 

Купер узяв один старий будинок, де він жив за один зі стимулів для альбому. Емерал Купер, Марк Хаббарда та Алекс Кейн співпрацювали з Беном Купером, записуючи деякі треки в альбомі.

Альбом порівнювався з музикою таких проєктів, як The Mountain Goats, Суф'ян Стівенс, The Postal Service, Gorky's Zygotic Mynci, Paul Simon та Animal Collective.

Пісня «Welcome home» вже була помічена в декількох рекламах і кіно, у тому числі й у рекламі фотоапарата Nikon, при випуску нової моделі Chevrolet Volt 2011, а також пісня з'явилася у фільмі Humboldt County.